# 중국민생은행

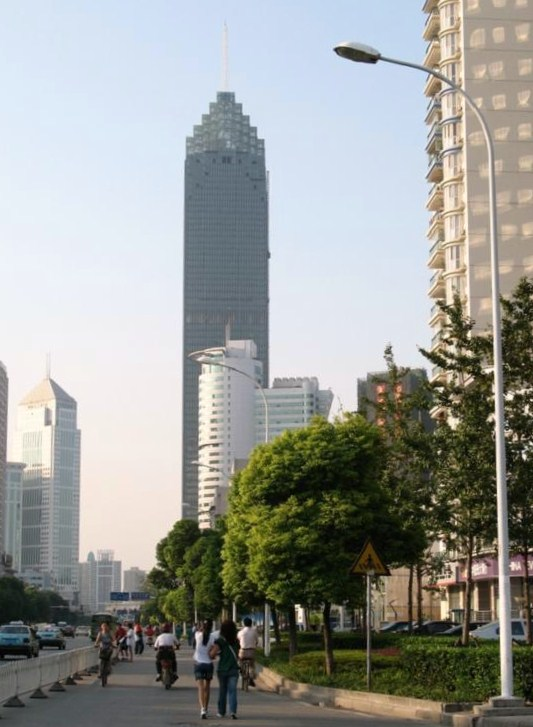

중국민생은행(中國民生銀行, 상하이: 600016)은 중화인민공화국에서 처음으로 민간자본에 의해 생긴 상업은행이다. 1996년 1월 12일 북경에서 설립되었다. 2000년 상해증권교역소에 상장되었다.

## 같이 보기
- 민생은행 빌딩